# Алфьоров Жорес Іванович
Жоре́с Іва́нович Алфьо́ров (біл. Жарэс Алфёраў; (15 березня 1930, Вітебськ, СРСР — 1 березня 2019, Санкт-Петербург, Росія) — радянський та російський фізик, політик.
Депутат Державної Думи РФ (1995—2019). Член комітету Держдуми у справах СНД, євразійської інтеграції і зв'язків із співвітчизниками (2016—2019). Лавреат Нобелівської премії з фізики 2000 року за розробку напівпровідникових гетероструктур та створення швидких опто- та мікроелектронних компонент, академік РАН. Його дослідження мали велику роль в інформатиці. Був ректором-організатором Академічного фізико-технологічного університету. Підтримував російську агресію проти України та окупацію українських територій. Був занесений до бази «Миротворець».

## Життєпис
Жорес Іванович Алфьоров народився 15 березня 1930 року у Вітебську.
Він вступив до Ленінградського електротехнічного інституту ім. В. І. Леніна («ЛЕТІ»), на факультет електроніки, за фахом електровакуумна техніка. Закінчив інститут у 1952 році.
З 1953 року Жорес Алфьоров працює у фізико-технічному інституті РАН ім. А. Ф. Йоффе, очоливши його в 1987 році.
У 1961 році Алфьоров здобув ступінь кандидата технічних наук. У 1970 році він здобуває ступінь доктора фізико-математичних наук.
У 1972 році Жорес Іванович Алфьоров став професором ЛЕТІ. З 1973 року став завідувачем кафедри оптоелектроніки цього інституту.
У період з 1990 до 1991 року Жорес Алфьоров посідав посаду віце-президента АН СРСР і голови президії Ленінградського наукового центру.
У 1988 році Жорес Алфьоров став деканом фізико-технічного факультету Ленінградського політехнічного інституту.
З 1991 року Жорес Іванович Алфьоров — віце-президент РАН і голова президії Санкт-Петербурзького наукового центру РАН.

## Наукові напрямки
Жорес Алфьоров працює у області фізики напівпровідників, квантової і напівпровідникової електроніки, технічної фізики.
Жорес Іванович брав участь в створенні перших радянських транзисторів, фотодіодів і потужних германієвих випрямлячів.
Жорес Алфьоров відкрив явище надінжекції в гетероструктурах. Він показав, що в гетероструктурах можна принципово інакше управляти світловими і електронними потоками. Жорес Іванович Алфьоров відкрив перші («ідеальні») гетероструктури: арсенід алюмінію — арсенід галію (Al As — Ga As).
Жорес Іванович Алфьоров створив напівпровідникові лазери на основі подвійних гетероструктур, реалізував безперервний режим генерації при кімнатній температурі.
В результаті роботи Алфьорова з'явився новий напрям — фізика гетероструктур, а також оптоелектроніка і електроніка на їх основі.

## Наукові праці
Жорес Алферьов — головний редактор журналу («Листи у Журнал технічної фізики»).
Алфьоров — автор більше 50 винаходів і 500 наукових робіт, зокрема трьох монографій.

## Нагороди
Жорес Іванович нагороджений орденами Жовтневої Революції, Леніна, «Знак Пошани», Трудового Червоного Прапора, «За заслуги перед Вітчизною». 3 ступеня, різними медалями СРСР і Російської Федерації, японською премією Кіото (Kyoto Prize) за 2001 рік.
Жорес Іванович Алфьоров разом з Гербертом Кремером удостоєний Нобелівської премії з фізики за 2000 рік. Вони разом відкрили швидкі опто- і мікроелектронні компоненти на базі багатошарових напівпровідникових структур (напівпровідникових гетероструктур). На базі цих технологій були створені швидкі транзистори і лазерні діоди.
У 2004 році Ж. Алфьорова було визнано почесним членом Національної Академії наук Азербайджану.
Почесний громадянин Санкт-Петербурга (2001). Почесний громадянин Вітебська (2003).
На його честь названо астероїд 3884 Алфьоров.
Помер 1 березня 2019 року у віці 88 років у лікарні Санкт-Петербургу.